# Кучеренко, Марк Автономович
Марк Автономович Кучеренко (15 апреля 1903, Царицын, Российская империя — 20 июля 1959, Челябинск, СССР) — советский юрист, государственный и партийный деятель, председатель Саратовского областного суда (1940—1943), председатель Челябинского областного суда (1943—1950).

## Биография
Марк Автономович Кучеренко родился 15 апреля 1903 года в городе Царицыне в семье кустаря — изготовителя головных уборов. Семья была многодетной.
- 1911 год — 1914 год — учёба в городской школе, поступил в Царицынское высшее начальное училище, но не закончил.
- 1920 год — 1923 год — сотрудник оперативного отдела Царицынской Губ. ЧК.
- 1923 год — 1930 год — работа в системе Госстраха начальником отдела, затем заместителем управляющего.
- 1930 год — 1934 год — оперативный работник ОГПУ в Сталинграде, Саратове, Балашове.
- 1934 год — 1938 год — член специальной коллегии Саратовского областного суда.
- 1938 год — 1940 год — председатель коллегии по уголовным делам Саратовского областного суда.
- 1939 год — окончил трёхмесячные высшие академические курсы руководящих работников юстиции в городе Москве.
- 1940 год — 1943 год — председатель Саратовского областного суда.
- 1943 год — 1950 год — председатель Челябинского областного суда[1].
- 1950 год — 1955 год — начальник Управления Министерства юстиции РСФСР по Челябинской области.
- 1955 год — 1956 год — член Челябинского областного суда.
- 1956 год — ушел в отставку по состоянию здоровья.

Неоднократно избирался депутатом Саратовского и Челябинского областных советов.
Умер 20 июля 1959 года в городе Челябинске.

## Награды
- Орден «Знак Почёта» (1945)[2]
- Медаль «За доблестный труд в Великой Отечественной войне 1941—1945 гг.» (1946)